# Lidice
Lidice (niem. Liditz) – wieś i gmina w Czechach, położona w kraju środkowoczeskim, w powiecie Kladno, na północny zachód od Pragi. Liczy 555 mieszkańców (stan na 2022 rok).
Podczas II wojny światowej, 10 czerwca 1942 roku członkowie służb mundurowych nazistowskich Niemiec: SS, Gestapo i OrPo, w ramach odwetu za zamach na Reinharda Heydricha dokonali w Lidicach masowej eksterminacji ich mieszkańców, a następnie zrównania z ziemią całej zabudowy wsi. Po wojnie wieś została odbudowana w pobliżu miejsca, w którym pierwotnie się znajdowała. Pierwotną lokalizację Lidic przeznaczono natomiast na urządzenie tzw. Pomnika Lidice (cz. Památník Lidice), kompleksu łączącego zbiorowy grób ofiar niemieckiej eksterminacji z 1942 roku, pomnik i muzeum.

## Historia

### Pierwotna wieś
Pierwsza wzmianka o Lidicach pojawiła się w kronikach w 1318 roku. Najstarszym obiektem użyteczności publicznej we wsi był kościół św. Marcina, zbudowany w 1352 roku. Został on zniszczony w czasie wojen husyckich, jednak aż do XVI wieku kapłani utrakwistów głosili w nim kazania. Świątynia uległa ponownemu zniszczeniu podczas wojny trzydziestoletniej, po czym z inicjatywy wielkiej księżnej Toskanii Marii Anny została zastąpiona nowym, barokowym kościołem, który w kolejnych latach był kilkukrotnie przekształcany stylistycznie.
Innym istotnym budynkiem w Lidicach była szkoła wiejska, o której pierwsza wzmianka pochodzi z 1713 roku, kiedy liczyła 127 uczniów. Miała prosty system centralnego ogrzewania, co czyniło ją pierwszym tego typu obiektem na obszarze krainy Czechy. W 1824 roku wybudowano nową jednokondygnacyjną szkołę.
W II połowie XIX wieku dzięki rozwojowi przemysłu w pobliskim Kladnie (górnictwo węgla kamiennego, rozpalenie pierwszego wielkiego pieca w 1855 roku) Lidice stały się prężną osadą górniczą. Podczas gdy w 1848 roku wieś liczyła 270 mieszkańców żyjących w 33 domach, w 1890 roku liczba ta wzrosła do 506 osób i 50 domów.
W 1942 roku Lidice miały 503 mieszkańców, podzielonych na 167 rodzin żyjących w 106 domach.

### Zagłada wsi

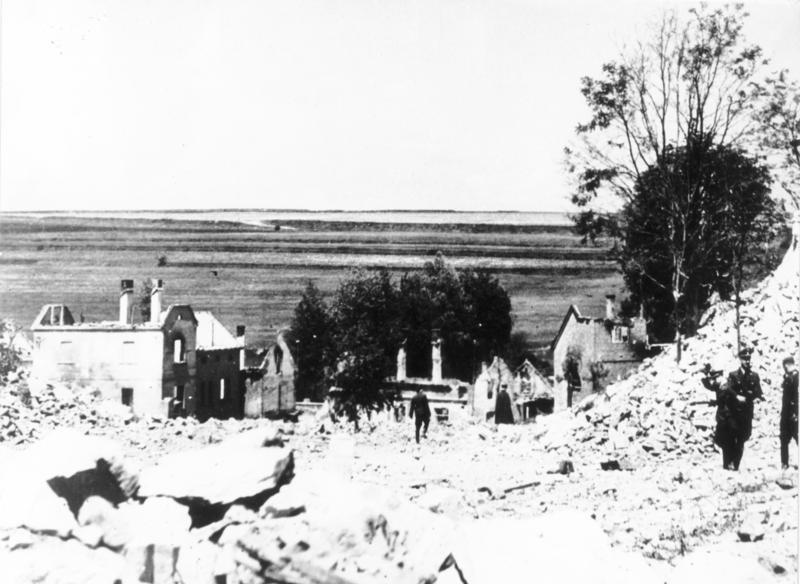
Zniszczona zabudowa Lidic w 1942 roku

Po udanym zamachu na protektora Czech i Moraw Reinharda Heydricha, dokonanym w Pradze przez dwóch wyszkolonych w Wielkiej Brytanii bojowników 27 maja 1942 roku, przywódca nazistowskich Niemiec Adolf Hitler wpadł we wściekłość i zapragnął odwetu. W pierwszych dniach po zamachu Gestapo i SS wytropiły i zamordowały na terenie Protektoratu czeskich agentów, członków antyniemieckiego ruchu oporu oraz każdego podejrzanego o zaangażowanie w zabójstwo Heydricha – łącznie ponad 1000 osób.
9 czerwca 1942 roku, tuż po pogrzebie Reinharda Heydricha, Karl Hermann Frank, Wyższy Dowódca SS i Policji w Protektoracie Czech i Moraw, mający ambicje przejęcia stanowiska protektora, przedstawił Hitlerowi plan dalszej zemsty za śmierć Heydricha. Przewidywał on wymordowanie mieszkańców i zrównanie z ziemią zabudowy Lidic, których niektórzy mieszkańcy w przeprowadzonym wcześniej przez Gestapo śledztwie zostali błędnie powiązani z zamachowcami oraz ruchem oporu. Jeszcze tego samego dnia Hitler wydał w Berlinie rozkaz o zagładzie Lidic, a kilka godzin później wieś otoczyły oddziały SS. Już po północy, 10 czerwca członkowie SS i Gestapo i OrPo rozstrzelali wszystkich obecnych wówczas w Lidicach mężczyzn powyżej 16. roku życia, zaś obecne na miejscu kobiety i dzieci przewieźli do szkoły w Kladnie, skąd następnie zdecydowaną większość z nich wysłali do obozów koncentracyjnych, gdzie wiele z nich zmarło. Niewielka liczba lidickich dzieci została poddana germanizacji poprzez umieszczenie w niemieckich rodzinach lub w domu dziecka w Puszczykowie (Gaukinderheim Puschkau) niedaleko Poznania. 16 czerwca 1942 roku w Pradze rozstrzelano kolejnych 26 mieszkańców Lidic, którzy w dniu masakry we wsi z różnych przyczyn byli poza nią – dziewiętnastu mężczyzn oraz siedem kobiet. Dodatkowo trzy kobiety z Lidic zmarły w trakcie marszu śmierci w 1945 roku. Masakrę w Lidicach przypłaciło życiem ogółem 340 ich mieszkańców: 192 mężczyzn, 60 kobiet i 88 dzieci.
Po usunięciu mieszkańców Lidic postanowiono zatrzeć wszelkie ślady istnienia wsi, w związku z czym wszystkie jej zabudowania zostały zburzone, miejscowy cmentarz został rozkopany, a teren wyrównany przy pomocy buldożerów, po czym obsiany roślinnością. Miejscowy staw został zasypany, a koryto potoku przesunięte. Nazwa wsi została później usunięta ze wszystkich niemieckich map.

### Odbudowa
Jeszcze w 1945 roku zorganizowano konkurs architektoniczny na projekt odbudowy Lidic, w którym zwyciężyła praca autorstwa architektów Františka Marka, Václava Hilský’ego, Richarda Podzemnego i Antonína Tenzera. W 1947 roku położono kamień węgielny pod odbudowę wsi w odległości 300 m od miejsca, w którym pierwotnie się znajdowała, zaś w maju 1948 roku rozpoczęto budowę pierwszych domów.  Natomiast pierwotną lokalizację Lidic przeznaczono na urządzenie kompleksu łączącego zbiorowy grób lidickich mężczyzn, pomnik i muzeum – tzw. Pomnika Lidice (cz. Památník Lidice). W sfinansowaniu odbudowy wsi pomogły przekazane przez angielskich górników i robotników, wynoszące ogółem około miliona ówczesnych funtów darowizny w ramach kampanii Lidice Shall Live (pol. „Lidice będą żyć”), zapoczątkowanej kilka miesięcy po tragedii z 1942 roku przez pochodzącego ze Stoke-on-Trent posła Barnetta Strossa. Po II wojnie światowej do odbudowanych Lidic wróciły 143 ocalałe z niemieckiej masakry kobiety i 17 ocalałych dzieci.
Zwycięski projekt odbudowy wsi nie został w pełni zrealizowany, jako, że na przestrzeni lat ulegał różnym zmianom, głównie z powodów finansowych i politycznych. W największym stopniu na kształt projektu wpłynęło dojście do władzy w Czechosłowacji komunistów w 1948 roku. W związku z tym nowe Lidice miały się stać wzorem socjalistycznego budownictwa mieszkaniowego. Wieś zabudowano jednolitymi, powtarzającymi się, reprezentującymi cztery typy architektoniczne domami, tworzącymi regularny układ urbanistyczny. Powstał w niej także mający duże znaczenie w realiach socjalistycznej Czechosłowacji dom kultury, będący jednym z ostatnich budynków w odbudowywanych Lidicach – jego budowa rozpoczęła się w połowie lat 50. XX wieku, a zakończyła w 1962 roku. Po 1948 roku z projektu odbudowy wypadł natomiast kościół i siedziba Instytutu Badawczego do spraw Bezpieczeństwa w Kopalniach (cz. Výzkumný ústav pro bezpečnost v dolech), który pierwotnie miał się mieścić w Lidicach, lecz przeciwko jego ulokowaniu w nich zaprotestowała Ostrawa, która chciała pozostać jedynym ośrodkiem spraw związanych z górnictwem, ponadto nie wybudowano szkoły podstawowej, a tylko przedszkole (szkoła podstawowa znajdowała się w pobliskim Buštěhradzie). W Lidicach nie powstał też hotel, pojawiający się w niektórych planach.

### Lidice współcześnie
W ostatnich latach w Lidicach powstały nowe domy niskoenergetyczne, które pod kątem architektonicznym nawiązują do zabudowy z lat 50. XX wieku.